# Jalapyphantes cuernavaca
Jalapyphantes cuernavaca är en spindelart som beskrevs av Willis J. Gertsch och Davis 1946. Jalapyphantes cuernavaca ingår i släktet Jalapyphantes och familjen täckvävarspindlar. Inga underarter finns listade i Catalogue of Life.